# Бедфорд, Дэвид
Дэвид Колин Бедфорд (30 декабря 1949, Лондон Великобритания) — английский легкоатлет начала 1970-х годов, бегун на длинные дистанции.
Участник Олимпийских игр 1972 года в беге на 5 000 метров (12 место) и 10 000 метров (6 место). В 1973 году установил мировой рекорд в беге на 10 000 метров с результатом 27:30.80. Также он установил рекорд Великобритании в беге на 5 000 метров и в беге на 3 000 метров с препятствиями. Отличительной особенностью спортивных выступлений Дэвида Бедфорда было использование красных носков.
Его дальнейшая карьера была затруднена частыми травмами, которые, как полагают, возникали в связи с его большим тренировочным пробегом.
По окончании спортивной карьеры и до 2012 года Дэвид Бедфорд работал в качестве директора Лондонского марафона.
В 2014 году Бедфорд был награждён титулом офицера Ордена Британской империи за заслуги в лёгкой атлетике и благотворительной деятельности.